# Phạm Nguyên Trường

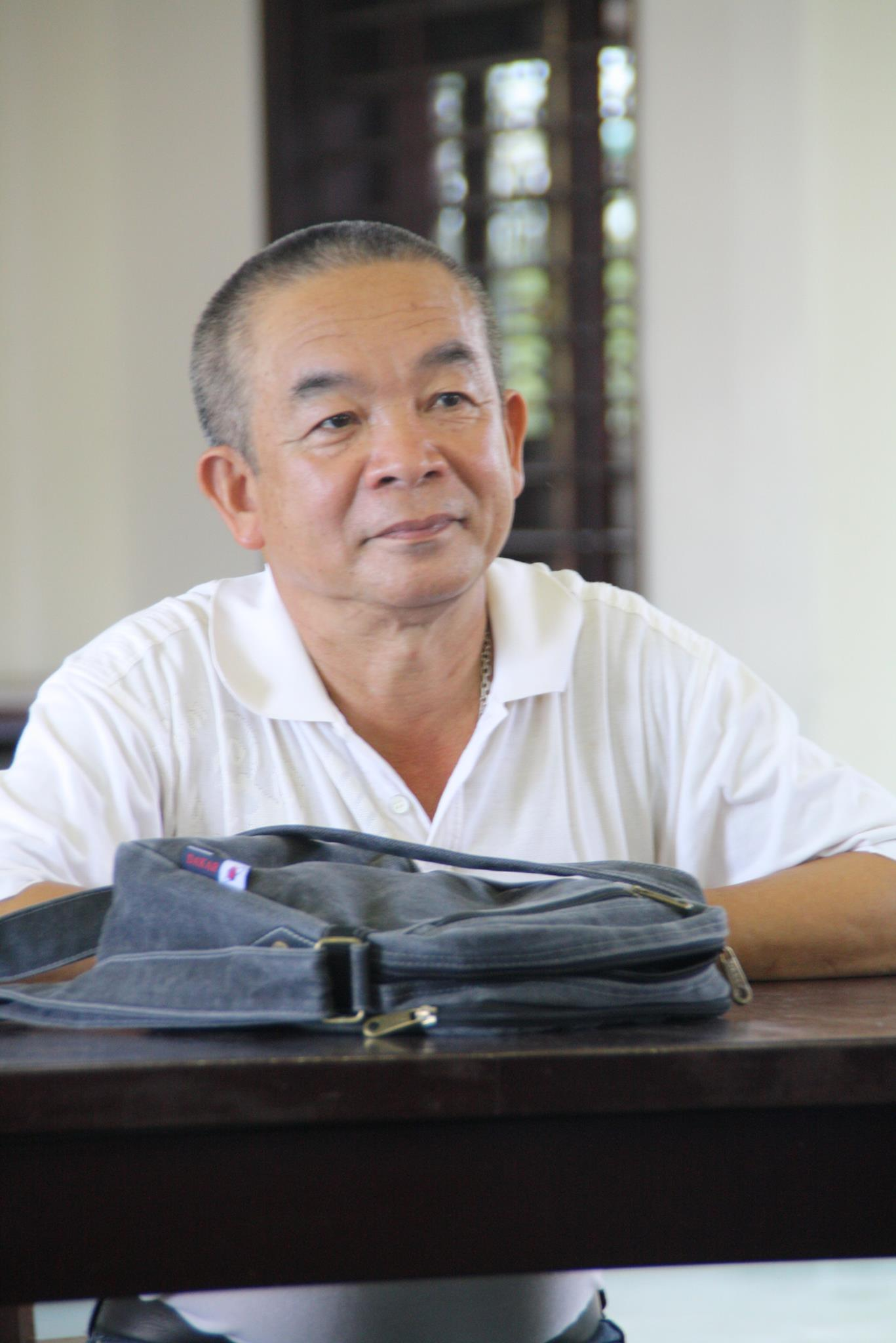
Dịch giả Phạm Nguyên Trường

Phạm Nguyên Trường (sinh năm 1951), tên thật là Phạm Duy Hiển, bút danh là Phạm Minh Ngọc khi tham gia Talawas, là một dịch giả người Việt.
Tốt nghiệp đại học ở Liên Xô năm 1975 chuyên ngành Vật lý kỹ thuật , sống và làm việc tại Vũng Tàu từ 1985, thông thạo tiếng Anh và Tiếng Nga, Phạm Nguyên Trường đã dịch chuyên về các lĩnh vực khoa học kinh tế, khoa học xã hội và khoa học chính trị. Ngoài ra ông còn đóng vai trò là nhà nghiên cứu chính trị và phản biện xã hội.

## Dịch phẩm đã xuất bản
1. Đường về nô lệ (The Road to Serfdom), Friedrich von Hayek, NXB Tri thức, 2009.
2. Chế độ dân chủ: Nhà nước và xã hội (dịch từ nguyên bản tiếng Nga), N.M. Voskresenskaia và N.B. Davletshina, NXB Tri thức, 2009.
3. Về trí thức Nga (đồng dịch với La Thành từ nguyên bản tiếng Nga), nhiều tác giả, NXB Tri thức, 2009.
4. Tâm lý đám đông và phân tích cái tôi (in trong tác phẩm Tâm lý học đám đông),Sigmund Freud, NXB Tri thức, 2009.
5. Trại súc vật (Animal Farm), G. Orwell, NXB Giấy Vụn, 2010.
6. Lược khảo Adam Smith, dịch từ tiếng Anh, nhà xuất bản trí thức, 2010.
7. Giai cấp mới (New Class), Milovan Djilas, NXB Giấy Vụn, 2010.
8. Vòng tròn ma thuật (Darkness at Noon), Arthur Koestler, NXB Giấy Vụn, 2010.
9. 1984 (Nineteen Eighty-Four), G. Orwell, NXB Giấy Vụn, 2012.
10. Thị trường và Đạo đức (The Morality of Capitalism: What Your Professors Won’t Tell You và Twenty Myths about Markets), Tom G. Palmer NXB Tri thức, 2012.
11. Ảnh hưởng của sức mạnh trên biển đối với lịch sử, 1660-1783 (The Influence of Sea Power Upon History, 1660–1783), Alfred Thayer Mahan, NXB Tri thức, 2012.
12. Catalonia-Tình yêu của tôi (Homage to Catalonia), G. Orwell, NXB Lao động, 2013.
13. Chủ nghĩa tự do truyền thống (Liberalism), Ludwig von Mises, NXB Tri thức, 2013.
14. Các mô hình quản lý nhà nước hiện dại, dịch từ tiếng Anh, NXB Tri thức, 2013.
15. Các nhà vô địch ẩn danh của thế kỉ XXI, dịch từ tiếng Anh, NXB Tri thức, 2013.
16. Quyền lực của kẻ không quyền lực, Tập tiểu luận, Vaslav Havel, NXB Giấy Vụn, 2013
17. Lược khảo Ludwid von Mises (Ludwig von Mises – A Primer), Eamonn Butler, NXB Tri thức, 2014.
18. Là người Nhật, A.N. Mesheriakov, NXB Tri thức, 2014.
19. Chính trị-Nghề nghiệp và Sứ mệnh (Politik als Beruf), Max Weber, Công ty TNHH Domino Books và NXB Đà Nẵng, 2019.
20. Khoa học-Nghề nghiệp và Sứ mệnh (Wissenschaft als Beruf), Max Weber, Công ty TNHH Domino Books và NXB Đà Nẵng, 2019.
21. Bất phục tùng (Civil Disobedience), H. D. Thoreau, Công ty TNHH Domino Books và NXB Đà Nẵng, 2019.
22. Bàn về khoa học, Leon Tolstoy, Công ty TNHH Domino Books và Nhà xuất bản Đà Nẵng, 2019.
23. Nghiên cứu về bộ máy quản lý (The Study of Administration), Woodrow Wilson, Công ty TNHH Domino Books và NXzb Đà Nẵng, 2019.

## Giải thưởng
Phạm Nguyên Trường từng đoạt Giải thưởng Phan Châu Trinh do Hội đồng Quản lý Quỹ Văn hóa Phan Châu Trinh trao tặng năm 2012 , giải Sách hay 2015 do Viện IRED và Quỹ Văn hóa Phan Châu Trinh trao cho thể loại sách dịch lĩnh vực kinh tế.